# Transiente epileptische Amnesie
Die transiente epileptische Amnesie (TEA) ist eine sehr seltene Sonderform einer Temporallappenepilepsie. Die Bezeichnung wurde erstmals 1990 vorgeschlagen, frühere Beschreibungen erfolgten 1974 als Ictus amnesticus, 1988 als epileptische transiente Amnesie und davor auch als epileptische amnestische Attacken [EAA].
Der epileptogene Fokus wird im Hippocampus-Bereich vermutet. Die TEA zeigt sich in häufig wiederkehrenden – iktalen und damit anterograden – Gedächtnisstörungen als alleinige Symptomatik, verbunden mit einer persistierenden retrograden Amnesie. Letztere umfasst meist autobiographische Inhalte, kann aber auch nur einige besondere biographische Ereignisse umfassen. Die wichtigste Differentialdiagnose zur TEA ist die Transiente globale Amnesie (TGA).
Das wiederholte Auftreten der Gedächtnisstörungen in kurzen Intervallen, EEG-Auffälligkeiten meist temporal in Form von Spitzenpotentialen, die rasche Besserung durch Antikonvulsiva sowie die zusätzliche retrograde Gedächtnisstörung sind vorrangige Kriterien, um eine TEA von der TGA abzugrenzen. Weitere Differentialdiagnosen zur TEA sind sogenannte amnesic strokes, delirante Zustände und Dissoziation. Die TEA wird meist bei älteren Menschen beobachtet. Ob sie einer künftigen dementiellen Entwicklung vorausgeht, ist bislang nicht geklärt.